# Senta Crotz (Avairon)
Santa Crotz (en francès Sainte-Croix) és un municipi francès situat al departament de l'Avairon i a la regió d'Occitània.

## Demografia
| 1962                                       | 1968 | 1975 | 1982 | 1990 | 1999 | 2006 |
| ------------------------------------------ | ---- | ---- | ---- | ---- | ---- | ---- |
| 481                                        | 539  | 541  | 601  | 608  | 632  | 699  |
| Des de 1962: població sense dobles comptes |      |      |      |      |      |      |

## Administració
| Període   | Identitat         | Partit |
| --------- | ----------------- | ------ |
| 1965-1981 | René Ricard       |        |
| 1981-1995 | Jean-René Ricard  |        |
| 1995-2008 | Pierre Nadal      | UMP    |
| 2008-     | Raymond Bonestèbe |        |